# وسویوس
وسویوس (انگلیسی: Vesuvius) شرکت مهندسی بریتانیایی است، که در سال ۱۷۰۴ تأسیس شد.